# オシムチルドレン
オシムチルドレンとは、イビチャ・オシムが、Jリーグジェフユナイテッド市原・千葉（2003年-2006年）及びサッカー日本代表（2006年-2007年）の監督を務めた時代に重用した選手の総称である。

## 概要
大まかな定義として、オシムが2003年から日本代表監督に就任する2006年まで監督を務めたジェフユナイテッド市原での教え子を「オシムチルドレン」と呼ぶ。主にレギュラー格であった阿部勇樹・巻誠一郎・山岸智・羽生直剛・坂本將貴・佐藤勇人・水野晃樹・水本裕貴らを指すが、ジェフユナイテッド市原・千葉の選手全員の総称として使われたこともあった。
オシムが2006年から日本代表監督に就任すると、ジェフユナイテッド市原・千葉の選手を多く招集した。一方で過去にA代表に招集歴のなかった選手で、日本代表のスターティングメンバーに名前を連ねることが多くなった鈴木啓太・中村憲剛・田中マルクス闘莉王等も、「オシムチルドレン」と称されるようになる。特に鈴木はオシムジャパンの全試合で先発出場し、ジェフの教え子以上に重用されていた。
Sports Graphic Number694号では、「オシムチルドレンは語る」と題し、阿部・巻・山岸・羽生・鈴木・闘莉王らが紹介された。

## 評価
当初は、それまで低迷していた千葉を強豪に仕立て上げ初のタイトルをもたらしたことで注目されるようになり、オシム語録や「考えて走るサッカー」と共に2000年代中ごろの短い期間に日本サッカーを席巻した。2006 FIFAワールドカップで惨敗したジーコ日本代表監督率いる「ジーコジャパン」に対するアンチテーゼとして、またジーコジャパンを批判するためのプロパガンダとして用いられた側面もある。
オシムが日本代表監督に就任した以降、一部の評論家や記者の間では芳しい結果を出せないにもかかわらず招集され続けるジェフの選手は「千葉枠」と揶揄されることも多かった。当時千葉がJリーグで下位に低迷していたこともそれに拍車をかけていた。特にサッカーマガジンでは千葉枠やオシムチルドレンという言葉を使って選手選考に異を唱える者もいた。
一方でその「千葉枠」は言葉では分かりにくいオシムの練習方法や戦術を短期間しか集まれない代表選手、更にはJリーグ全体に手早く理解してもらいたいという狙いがあっての起用でもあったということは後に複数のインタビューで当該のジェフ所属選手やオシム本人も語っている。

## オシム以降
オシムの後に日本代表監督に就任した岡田武史体制では上記のほとんどのメンバーが構想外となり、2010 FIFAワールドカップの日本代表メンバーに選出されたのは上記のうち阿部、中村、闘莉王のみとなった。
アマル・オシム、ミハイロ・ペトロヴィッチ、ドラガン・ストイコビッチ、ランコ・ポポヴィッチと、オシムに師事した指導者がJリーグ監督に就任したが彼らは必ずしもオシムのサッカーを継承したわけではない。
千葉も幾人かの監督交代を経て、2011年からオシム色は完全に消え去っている。
オシムは2022年5月1日に死去し、同年11月20日、ジェフユナイテッド市原OBのチーム『オシムジェフレジェンド』と、日本代表OBのチーム『オシムジャパンレジェンド』による追悼試合がフクダ電子アリーナで開催され、オシムチルドレンの選手達が一堂に会した。